# Une retraite d'enfer
Pour plus de détails, voir Fiche technique et Distribution.
Une retraite d'enfer (The Retirement Plan) est un film canadien réalisé par Tim Brown et sorti en 2023.

## Synopsis
Ashley et sa jeune fille Sarah se retrouvent menacées par des criminels. La mère de famille va alors devoir faire appel à son père Matt. Ce dernier est aujourd'hui à la retraite et mène une vie marginale dans les îles Caïmans. Ils vont devoir affronter le parrain du crime local, Donnie, ainsi que son bras droit Bobo. Ashley va par ailleurs passer du temps auprès d'un père dont elle ne sait finalement pas grand-chose.

## Fiche technique
Sauf indication contraire, les informations mentionnées dans cette section peuvent être confirmées par la base de données cinématographiques IMDb,  présente dans la section « Liens externes ».
- Titre original : The Retirement Plan
- Titre français (VOD) : Une retraite d'enfer[2]
- Réalisation et scénario : Tim Brown
- Musique : Roger Suen
- Costumes : Muska Zurmati
- Photographie : Mark Irwin
- Montage : Robert Brakey et Kurt Nishimura
- Production : Doug Murray, William G. Santor et Nicholas Tabarrok

Producteurs délégués : Tim Brown, Andrew Chang-Sang et John Hills
- Sociétés de production : Darius Films et Productivity Media
- Sociétés de distribution : Falling Forward Films / Productivity Media
- Budget : n/a
- Pays de production :  Canada
- Langue originale : anglais
- Format : couleur
- Genre : comédie, action, crime
- Durée : 103 minutes
- Dates de sortie[3] :
  - États-Unis : 25 août 2023
  - France : 22 septembre 2024 en VOD
- Classification[4] :
  - États-Unis : R

## Distribution
- Nicolas Cage (VF : Dominique Collignon-Maurin) : Matt
- Ron Perlman (VF : Patrick Pellegrin) : Bobo
- Ashley Greene (VF : Sandra Valentin) : Ashley
- Thalia Campbell (VF : Clotilde Verry) : Sarah
- Jackie Earle Haley (VF : Vincent Violette) : Donnie
- Joel David Moore (VF : Vincent de Boüard) : Fitzsimmons
- Ernie Hudson (VF : Thierry Desroses) : Joseph
- Grace Byers (VF : Aurélie Konaté) : Hector
- Rick Fox (VF : Serge Faliu) : Christopher
- Jordan Johnson-Hinds (VF : Eilias Changuel) : Jimmy
- Lynn Whitfield (VF : Virginie Emane) : Drisdale

## Production
Le projet est produit et développé par William G. Santor (PDG de Productivity Media) et Nicholas Tabarrok (en) (président de Darius Films (en)) qui a un accord de plusieurs films avec les autorités des îles Caïmans. La présence des différentes acteurs est annoncée en mai 2021.
Le tournage a lieu dans les îles Caïmans en 2021.